# 美城苑

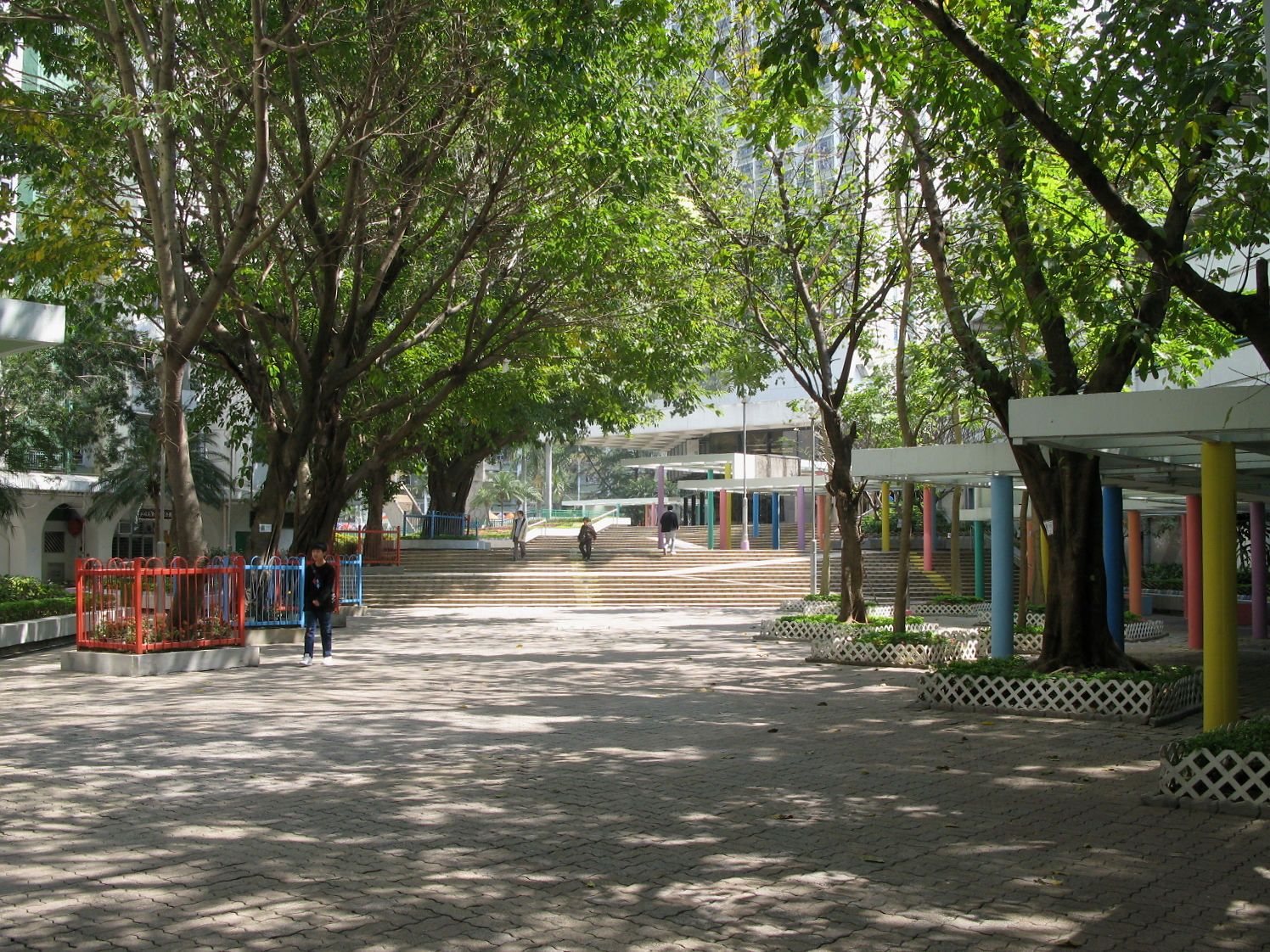
2008年時的行人通道可讓公眾步行至美林體育館及美林邨，但到2016年加裝圍欄後，此通道只限美城苑居民使用

美城苑（英語：May Shing Court）是香港房屋委員會在沙田區的居者有其屋屋苑之一，位於新界沙田區大圍美田路32-36號，毗鄰美林邨，屬居屋出售分期的第六期甲屋苑。除美城苑貴城閣外，其他大廈均只向綠表人士發售，於1984至1985年間入伙。

## 屋苑資料

### 軼聞
房委會當年為屋苑命名時，「美」字的英文音譯為 "May"，與區內附近其他「美」字開頭的屋邨及屋苑採用的「Mei」有所不同，故此本苑的英語譯名較為特別。此外，美城苑逸城閣早於1984年12月入伙，最早落成的一座是粉嶺祥華邨祥德樓，於1984年9月落成，翌年1月入伙，比Y1型更早落成，亦是香港首批入伙的Y型大廈；而貴城閣則是全港第一座動工的風車型大廈。

### 樓宇
美城苑原先只有一座風車型大廈，及後由於居屋供應不足而將美林邨美桐樓及美樟樓納入本屋苑、並且另行命名，而原先單獨命名為美城苑的大廈相應命名為貴城閣。
| 樓宇名稱（座號）     | 門牌號碼   | 樓宇類型 | 落成年份 | 層數 | 每層伙數 | 每座單位數目（伙） | 建築師                                                        | 承建商   | 升降機            | 備註                 |
| -------------------- | ---------- | -------- | -------- | ---- | -------- | ------------------ | ------------------------------------------------------------- | -------- | ----------------- | -------------------- |
| 貴城閣（A座／第7座） | 美田路32號 | 風車型   | 1984年   | 35   | 16       | 560                | 房屋署總建築師彭玉陵、周修德、 高級建築師江焯勳、建築師伍灼宜 | 煥利建築 | 迅達 Aconic（DC） | 原先美城苑只包括此座 |
| 逸城閣（B座／第5座） | 美田路34號 | Y2型     | 1984年   | 35   | 24       | 816                | 房屋署總建築師彭玉陵、周修德、 高級建築師江焯勳、建築師伍灼宜 | 煥利建築 | 迅達 Aconic（DC） | 原先為美林邨美桐樓   |
| 暉城閣（C座／第6座） | 美田路36號 | Y2型     | 1985年   | 35   | 24       | 816                | 房屋署總建築師彭玉陵、周修德、 高級建築師江焯勳、建築師伍灼宜 | 煥利建築 | 迅達 Aconic（DC） | 原先為美林邨美樟樓   |

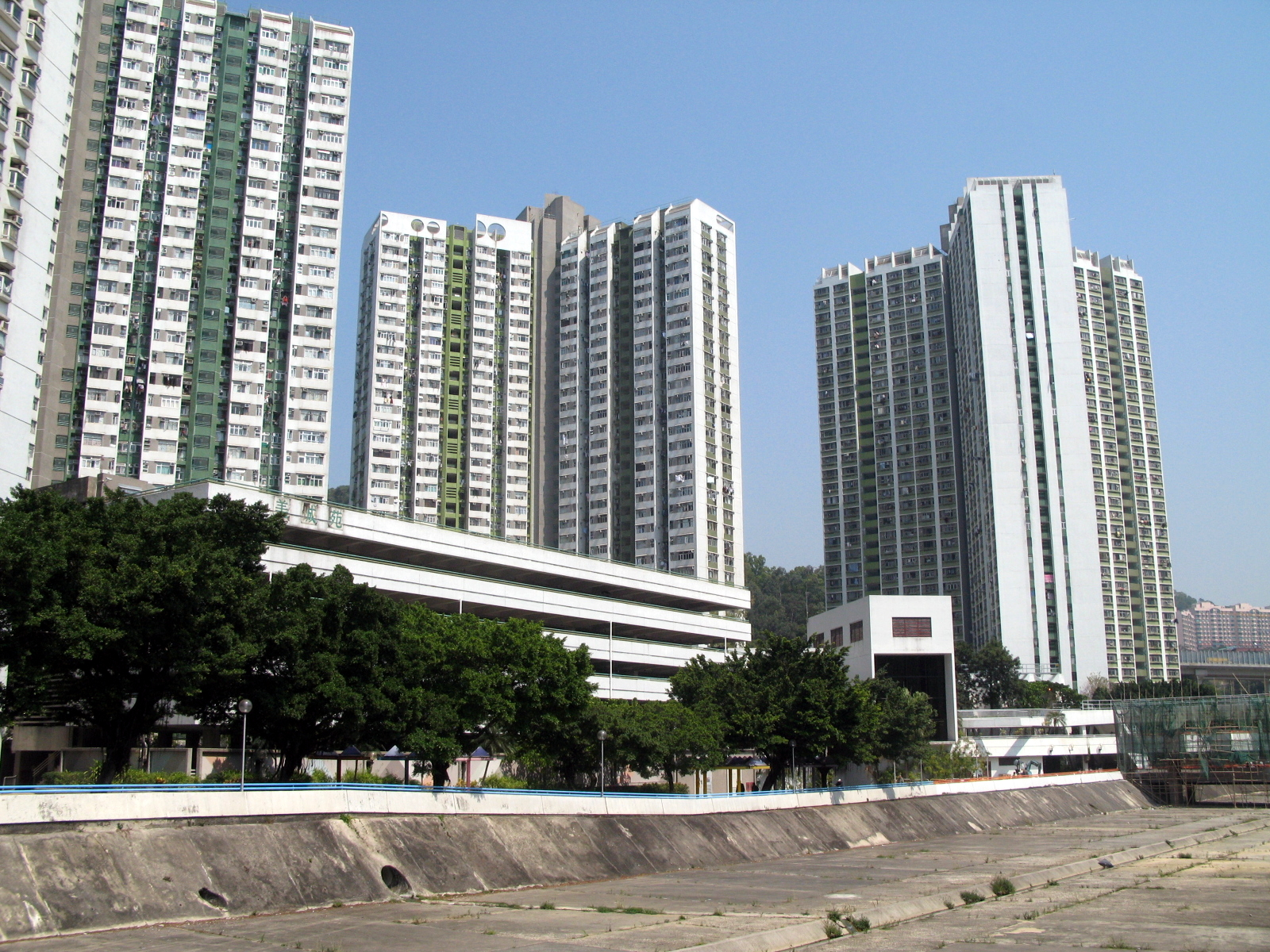
美城苑逸城閣、美城苑暉城閣與美林邨美槐樓（2008年3月）
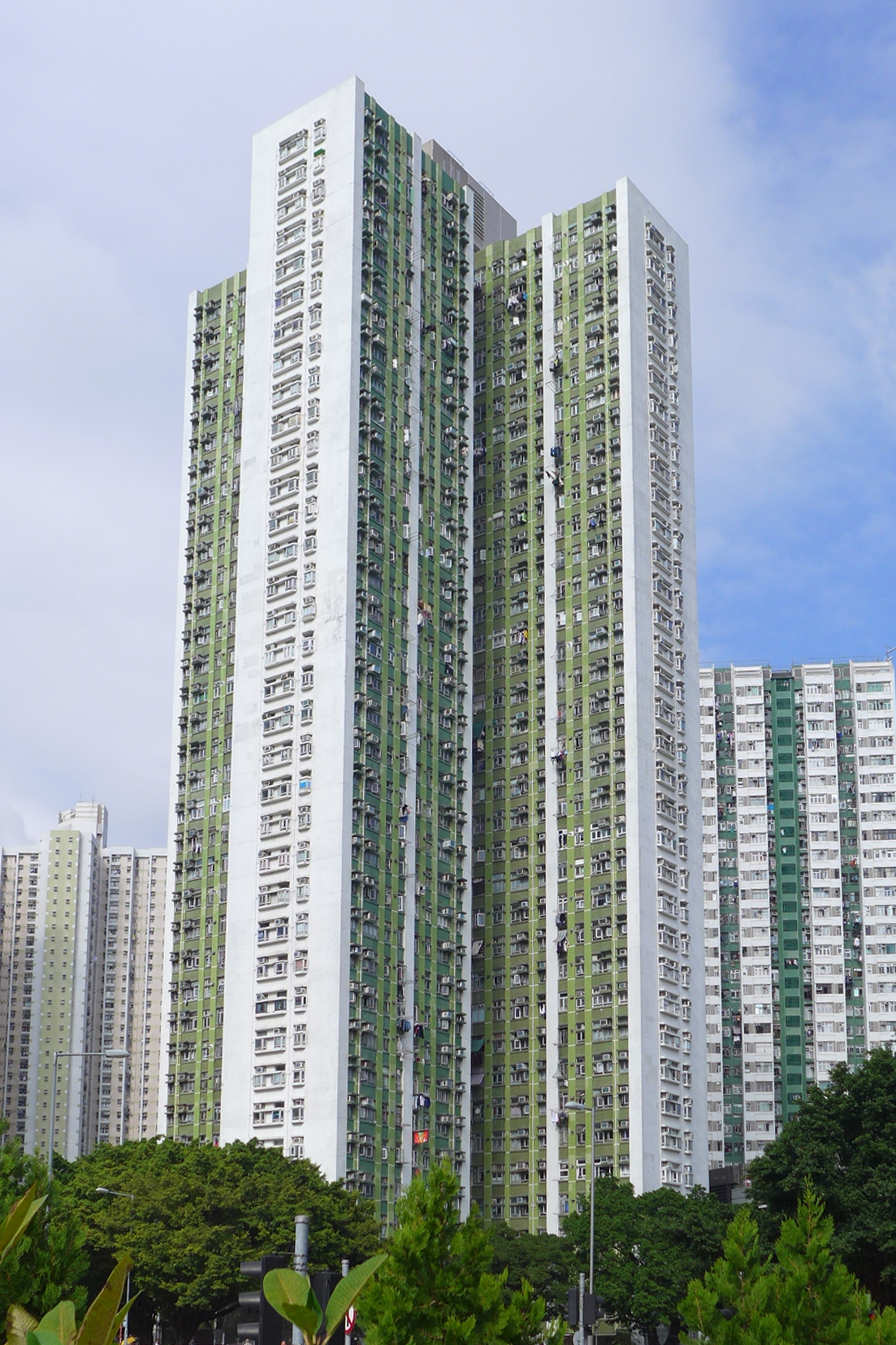
美城苑貴城閣為風車型樓宇（2017年1月）
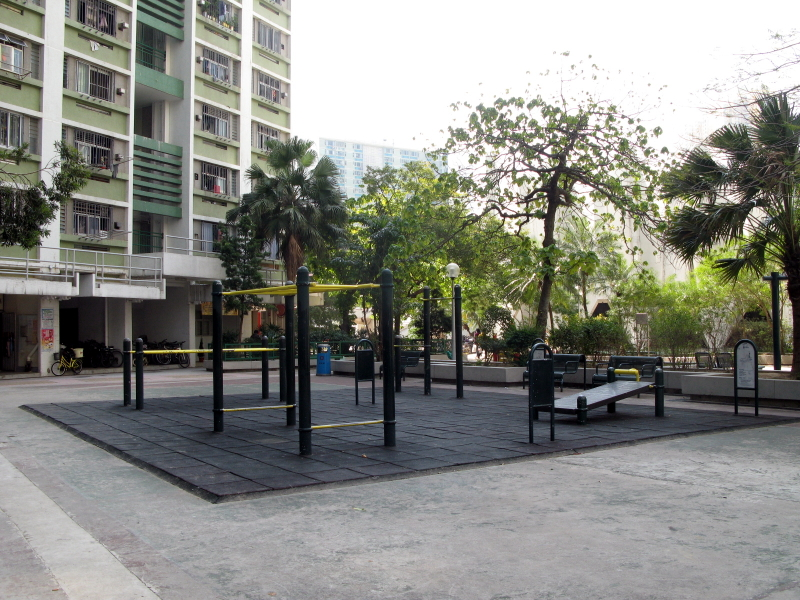
健身設施（2008年3月）

## 所屬區議會
美城苑與美林邨等大圍北部範圍屬於沙田區議會下轄的大圍選區，現由民主黨成員吳定霖擔任當區區議員。而在立法會地區直選當中，則屬於新界東（LC5）選區。

## 交通

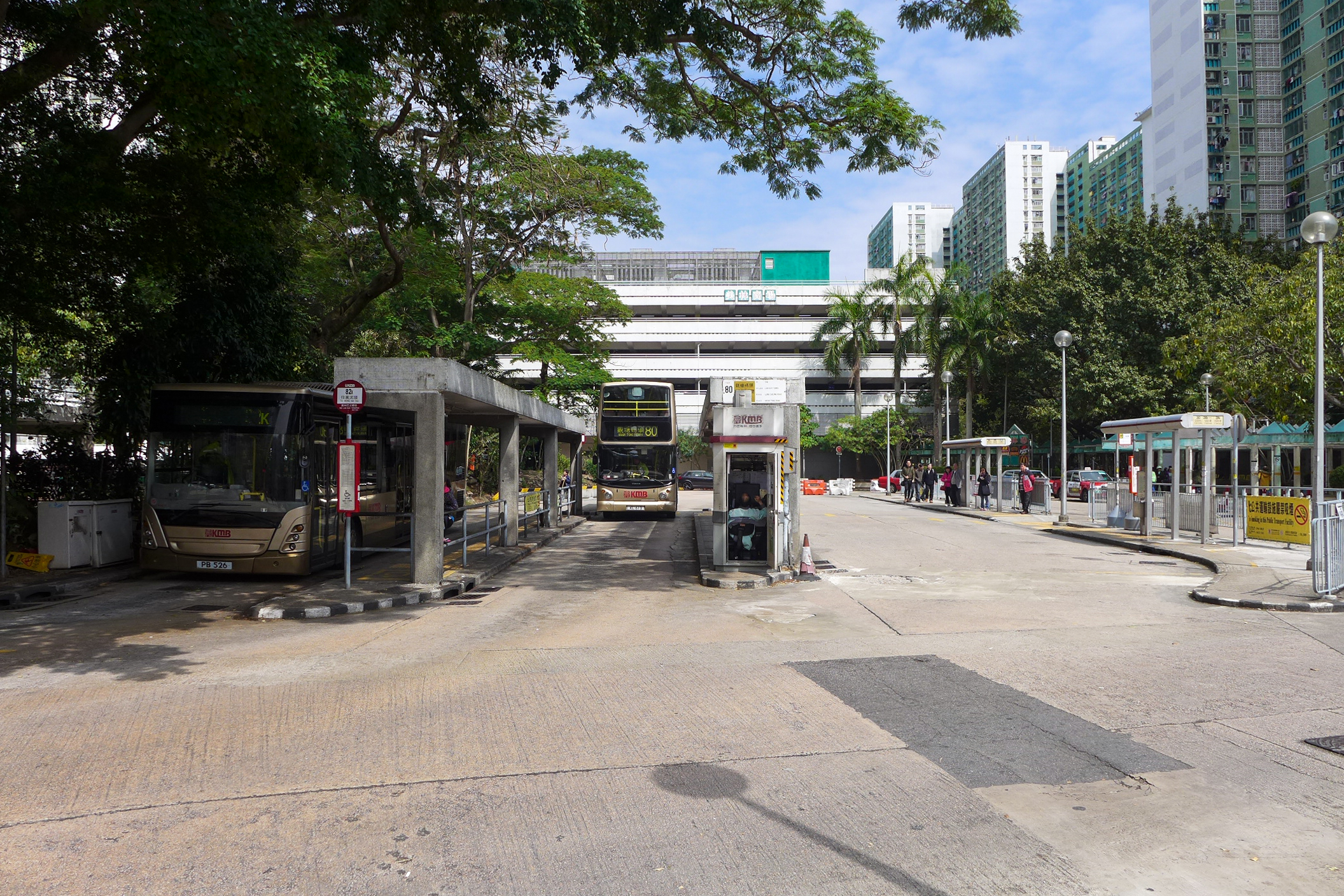
美林巴士總站

## 重大事件
- 2016年6月26日下午五時許，逸城閣一部升降機由6樓急降至地面，兩名女乘客遇上極大離心力，失去平衡跌倒地下，其中一名外籍女子腳傷送院。事發後，不少屋苑住戶要求管理處交代事件。[6]
- 2016年，屋苑法團以加強保安為理由，在行人通道加裝圍欄，附近居民批評法團罔顧鄰近居民使用體育館、學校以及行人通道的權利。
- 2018年5月，暉城閣入口的密碼設為「8964」，唯有住戶去信投訴指政治敏感，屋苑管理公司宜居服務有限公司發通告表示，為免造成誤會及不和諧，最後重新設定密碼。[7]

## 鄰近建築
- 美林邨美槐樓
- 康文署美林體育館
- 樂道中學
- 宣道會陳元喜小學新址（由崇蘭中學舊址改建）
- 循理會美林小學（原稱沙田公立美林小學，已於2010年遷入東華三院譚兆小學舊址）
- 博雅山莊
- 美松苑
- 美柏苑